# Gonzaga Mota
Luiz de Gonzaga Fonseca Mota (Fortaleza, 9 de dezembro de 1942) é um economista, professor e político brasileiro.
Foi eleito governador do Ceará em 1982 pelo PDS com apoio dos coronéis Adauto Bezerra, César Cals e Virgílio Távora, que assinaram, em março de 1982, o Acordo dos Coronéis ou Acordo de Brasília, com os quais romperia em seguida. Em 1985 transferiu-se para o PMDB, partido pelo qual se elegeu deputado federal em 1990, 1994 e 2002. Em 1998 disputou a eleição para o governo do Ceará. Perdeu para Tasso Jereissati, que foi apoiado por ele nas eleições estaduais de 1986. Em 2003 transferiu-se para o PSDB.

## Biografia
Gonzaga é filho de Fernando Cavalcante Mota e Maria Helena Cavalcante Fonseca, portanto neto materno de João Studart Fonseca. Este último era sobrinho do Barão de Studart e primo da avó de Beto Studart. Portanto, era também descendente, na quinta geração, do ex-governador do Ceará João Facundo de Castro Meneses.
Fez o Primário e Secundário (1º e 2° Ciclo) no Colégio Cearense do Sagrado Coração. É formado pela Faculdade de Economia, Administração, Atuária e Contabilidade da Universidade Federal do Ceará com Pós-Graduação em Economia pelo Instituto Brasileiro de Economia da Fundação Getúlio Vargas na qual obteve o título em 1969. Foi professor de Geometria Analítica e Trigonometria do Curso Pré-Vestibular da Faculdade de Ciências Econômicas da Universidade Federal do Ceará em 1964, professor do Departamento de Finanças e Economia Aplicada da Faculdade de Ciências Econômicas e Administrativas da Universidade Federal do Ceará de janeiro de 1970 a maio de 1971 e Técnico em Desenvolvimento Econômico do Banco do Nordeste do Brasil S.A (BNB), a partir de junho de 1971.

### BNB
Foi convidado para atuar como Assessor Especial da Presidência do BNB a partir de 1975 quando o Presidente do Banco se tornou José Bezerra de Menezes, pai do governador do Ceará Adauto Bezerra. Exerceu também outras funções comissionadas no mesmo Banco naquele período: 
- Coordenador Técnico da Coordenadora de Planejamento e Integrado do mesmo Banco entre julho de 1975 e janeiro de 1978;
- Coordenador da elaboração dos Planos Estratégico e Tático do Banco do Nordeste período 1975/1979;
- Chefe do Departamento  de Assessoria do Banco do Nordeste do Brasil S.A (BNB) – Janeiro a Agosto de 1978;
- Coordenador da Comissão Técnica de Planejamento da Associação Brasileira de Bancos de Desenvolvimento – ABDE (1977/78).

### Participação no Governo Virgílio Távora
Em 1979, Virgílio Távora assumiu o cargo de Governador do Ceará. Neste período, Gonzaga Mota foi convidado para atuar como Coordenador Geral do Plano de Governo do Estado do Ceará para o período 1979/82 – setembro de 1978 a março de 1979 e posteriormente como Secretário de Planejamento e Coordenação do Estado do Ceará de 15.03.79 a 10.02.82. 

## Carreira no magistério
Iniciou sua atividade docente no Curso Pré-Vestibular da Faculdade de Ciências Econômicas da Universidade Federal do Ceará – 1964/65, com disciplinas de Geometria Analítica e Trigonometria. Foi Professor de Introdução à Economia na Faculdade de Ciências Políticas e Econômicas do Rio de Janeiro – RJ – 1969. A partir de 1970, retornou à Universidade Federal do Ceará na condição de Professor de Moedas e Bancos da Faculdade de Ciências Econômicas e Administrativas. Professor de Teoria Macroeconômica do Centro de Aperfeiçoamento dos Economistas do Nordeste (CAEN) – 1970/1971. Professor de Teoria Macroeconômica da Programa de Reciclagem para docentes da Faculdade de Economia Norte/Nordeste- 1971. Professor de Política e Programação Econômica nos II, III e IV Cursos de Desenvolvimento Econômico e Administração do BNB (DECAD) – 1972/73. Professor de Macroeconomia do V Curso de Desenvolvimento Econômico e Administração do BNB (DECAD)- 1974. Professor de Introdução à Economia no Curso de Formação de Gerentes do BNB e do BASA- 1973. Professor de Microeconomia no Curso de Seleção de Técnicas para o Sistema Nacional de Planejamento (MINIPLAN/UFC) – 1973. Professor de Comércio Internacional (Balanço de Pagamento) no Curso de Treinamento em Operações de Câmbio para funcionários do BNB – 1974. Professor de Planejamento Nacional no Curso de Desenvolvimento Regional do CETREDE – maio/1975. Professor de Teoria Monetária no Curso para Executivos de Alto Nível de Instituições Financeiras-CERTA- jun/jul-1975. Professor de Comércio Internacional no Curso de Treinamento em Operações de Câmbio para funcionários do BNB- 1975. Professor de Macroeconomia do VI DECAD- Curso de Desenvolvimento Econômico e Administração do BNB – jun/1976. Professor de Macroeconomia dos VII e VIII  Cursos de Desenvolvimento Econômico e Administração do BNB (DECAD) – jan/nov/1977.

## Carreira Política

### Atuação como governador do Ceará
Gonzaga Mota era um nome considerado de perfil técnico que tinha confiança dos principais líderes políticos da ARENA/PDS do Ceará (os "coronéis"), especialmente de Adauto Bezerra e Virgílio Távora com quem trabalhou de forma próxima. A princípio, Gonzaga, que era Secretário estadual de Planejamento, pretendia concorrer ao cargo de deputado federal no Ceará nas eleições de 1982, porém decidiu recuar por entender que não havia logística suficiente para uma candidatura forte, segundo seu próprio relato em entrevista ao Portal Terra.
Nesse contexto, surgiu enorme indefinição sobre a candidatura oficial do grupo governista no Ceará para o cargo de governador. E Gonzaga foi escolhido como um nome de consenso do grupo. Assim, foi eleito governador do estado do Ceará nas eleições diretas de 1982, tendo assumido no dia 15 de março de 1983, com o término no dia 15 de março de 1987. Exerceu, por três mandatos, as funções de Deputado Federal, de 1 de fevereiro de 1991 a 31 de janeiro de 1995, de 1 de fevereiro de 1995 a 31 de março de 1999, e de 16 de fevereiro de 2003 a 31 de janeiro de 2007.
Foi eleito Governador do Estado do Ceará, pelo PDS, em 15 de novembro de 1982, em eleição direta, obtendo 1.149.259 votos - a maior votação da história até então naquele Estado, representando 58,7% de 80,47% dos votantes. 
Apesar de ter sido eleito pelo PDS, Gonzaga logo se afastou do grupo que dava sustentação ao regime militar. Ainda em 1983, foi o primeiro governador a romper com o Presidente João Figueiredo e declarar apoio antecipado para Tancredo Neves. Segundo o próprio Gonzaga Mota, ele chegou a ser sondado por Tancredo para ser seu vice nas eleições presidenciais, porém o nome escolhido foi José Sarney. 

### Atividades parlamentares
Gonzaga Mota foi eleito deputado federal três vezes partido pelo PMDB em 1990, 1994 e 2002, nesta última como suplente em exercício. Disputou novamente em 2006 pelo PSDB, porém foi derrotado. Em sua primeira eleição para Deputado Federal pelo Estado do Ceará, pelo PMDB, em 3 de outubro de 1990, obteve 77.180 votos; sendo reeleito em 1994. Nas eleições de 1998, concorreu ao cargo de Governador pelo PMDB, sendo derrotado por Tasso Jereissati. 
Nas eleições de 2002, concorreu ao cargo de Deputado Federal pelo PMDB, ficando como suplente de sua coligação (PMDB-PFL). Filiando-se ao PSDB, partido do governador eleito Lúcio Alcântara, conseguiu exercer o mandato. Nas eleições de 2006, concorreu à reeleição pelo PSDB, mas ficou como suplente de deputado federal.
Durante esse período, participou de diversas comissões: Titular da Comissão de Economia, Industria e Comércio da Câmara dos Deputados (1991, 1992, 1993 e 1994), Titular da Comissão de Finanças e Tributação da Câmara dos Deputados (1995, 1996, 1997 e 1998), Suplente da Comissão de Finanças e Tributação da Câmara dos Deputados (1991, 1992, 1993, 1994), Suplente da Comissão de Economia, Industria e Comércio da Câmara dos Deputados (1995, 1996, 1997 e 1998), Vice-Presidente da Comissão Especial de Desestatização da Câmara dos Deputados (1991), Presidente da subcomissão de Análise do Setor Farmacêutico da Câmara dos Deputados (1992) e Presidente da subcomissão de Turismo da Câmara dos Deputados (1993). 
Foi também Relator do Projeto que criou o Real (Dez 1993/Ma, que posteriormente do Plano Real1 e Relator ator da Comissão Parlamentar Mista de Inquérito sobre o Setor Farmacêutico (Atuou também como 8.10.Relator da Comissão Especial de Análise do Sistema Financeiro Nacional da Câmara dos Deputados (1993 e . Em 1995, foi 8.11.Presidente da Comissão de Finanças e Tributação da Câmara dos Deputados (1995);.12.Presidente da Comissão Especial do Sistema Financeiro Nacional (1996,1997 e 1998);
Presidente da Comissão de Economias Emergentes do Parlamento Latino-Americano. (1997)
18.15. Presidente da Comissão de Desenvolvimento Econômico, Indústria e Comércio da Câmara dos Deputados. (2004)
18.16.  Presidente da Comissão Mista que analisou o PROER –Reestruturação do Sistema Financeiro Nacional (1997)
18.17. Presidente da Comissão da Câmara dos Deputados que analisou o Sistema Financeiro Nacional (Art. 192 da Constituição Federal) – (1993)
18.18.  Relator da Comissão da Câmara dos Deputados que analisou o Sistema Financeiro Nacional (Art. 192 da Constituição Federal) – (1996)
Como estagiário da SUDEC. Pesquisas de campo visando a instalação de Centros de Abastecimento nos seguintes municípios do Ceará: Aracati, Russas, Jaguaribe, Ipaumirim, Brejo Santo, Jardim, Juazeiro do Norte, Várzea Alegre, Crato,Campos Sales, Senador Pompeu, Tauá, Quixadá, Canindé, Crateús, Ipú e Sobral. Pesquisas e levantamentos de dados econômicos, necessários aos estudos dos tabelamentos de preços, promovidos pelo Grupo Executivo da Intervenção no Domínio Econômico Ceará. Plano de expansão para o Porto de Vitória; A influência da inflação nos resultados das empresas. O aproveitamento da pirita do Carvão em Santa Catarina. Como Membro da equipe técnica responsável por uma pesquisa de caráter sócio-econômico Bacia do Rio Acaraú – Convênio SUDENE/UFC – Faculdade de Ciências Econômicas e Administrativas. Como Membro da equipe responsável pela elaboração do plano de Desenvolvimento da Faculdade de Ciências Econômicas e Administrativas da Universidade Federal do Ceará, no período de 1972/1976. Coordenador Adjunto Regional (Ceará, Piauí e Maranhão) da pesquisa sobre a Conta do Setor Público – Convênio IPEA/MINIPLAN/CAEN – Universidade Federal do Ceará – 1971. Analista de Projetos do Departamento Industrial e de Investimentos do BNB ( Jun/71 a Jun/74). Membro da Equipe Técnica da Coordenadoria de Planejamento Integrado do BNB (COPIN), a partir de junho de 1974. Membro da equipe responsável pela elaboração do I Plano Quinquenal do Banco do Nordeste (BNB) , para o período de 1975/79. Como técnico do Ministério da Integração Nacional: Agência Brasileira de Promoção de Investimentos (2000)

### Atividades posteriores
Gonzaga Mota exerceu também cargos de Diretor Presidente da Empresa PLENA – Consultoria e Estudos Ltda. (1999); Presidente do Núcleo Parlamentar de Estudos Contábeis e Tributários (1977/98); Secretário Executivo da Fundação Ulysses Guimarães (2001/2003); Assessor do Ministro da Integração Nacional (1999/2002); Gerente-Executivo Adjunto da CNI (Assuntos Legislativos) – (04/2007 a 04/2010); Diretor Presidente da PLENA CONSULTORIA E ESTUDOS – A partir de (04/2010).

## Trabalhos e livros publicados
Tem diversos livros e trabalhos técnicos publicados como primeiro autor, entre eles: 
- Exercício de Moedas e Bancos – Curso de Ciências Econômicas da UFC – 1975 (Monografia),
- Noções sobre Taxas de Crescimento – Curso de Ciências Econômicas da UFC-1971 (Monografia),
- Operações de "UNDERWRITING"- Curso de Ciências Econômicas da UFC-1972 (Monografia),
- Noções sobre Balanço de Pagamentos – Curso de Câmbio promovido pelo BNB 1974 (Monografia),
- Introdução à Análise Monetária – Editora Atlas – 1979,
- Nordeste:Desafio Nacional – Editora Ulysses Guimarães – 2002,
- Questão Social Brasileira- Editora Ulysses Guimarães – 2002,
- Reflexões I – Câmara dos Deputados – 2004,
- Reflexões II – Câmara dos Deputados – 2005,
- Reflexões III – Câmara dos Deputados – 2006,
- Ideias (Coletânea de artigos publicados no jornal Diário do Nordeste) 2004 – Editora ABC,
- Desenvolvimento da América Latina – Câmara dos Deputados - 2005,
- Textos para Reflexão (Editora INEPH) - 2010.

## Títulos honoríficos

### Títulos de cidadania
Possui título de cidadania de diversas municípios ceareses descritos a seguir: Tabuleiro do Norte, Granjeiro, Acopiara, Limoeiro do Norte, Barro, Jaguaribe, Pedra Branca, Barbalha, Boa Viagem, Mauriti, Quixeramobim, Russas, Independência, Chaval, Quixadá, Novo Oriente, Quixeré, Santa Quitéria, Itapipoca, Mulungu, Sobral, São Benedito, Trairi, Hidrolândia, Maracanaú, Maranguape, Morrinhos, Milhã, Itapajé, Capistrano, Madalena, Icó, São Benedito, Crato, Ibaretama e Jaguaribara.

### Medalhas e comendas
- Medalha do Mérito Aeronáutico, no Grau de Grande Oficial;
- Medalha do Pacificador ;
- Grã-Cruz dos Guararapes do Gov. de Pernambuco;
- Honra ao Mérito Comercial 1984 – Juazeiro do Norte
- Título "Destaque Profissional", acompanhado do Troféu – Destaque Profissional de 1984 – IBEC – Instituto Brasileiro de Expansão Cultural –SP;
- Medalha Cidade de Fortaleza "Boticário Ferreira" (Câmara Municipal de Fortaleza);
- Sócio Benemérito do Centro Médico Cearense;
- Medalha do Mérito Legislativo (Conferida pela Assembleia Legislativa de Minas Gerais);
- Sócio Honorário da Sociedade de Medicina Veterinária do Ceará;
- Grão Mestre da Ordem Renascença do Mérito Piauí;
- Comendador Cedro (Medalha Cedro);
- Medalha Amigos do IOCE;
- Sócio Benemérito do Sindicato dos Trabalhadores em Empresas de Radiofusão e TV do estado de Sergipe;
- Diploma de Sócio Honorário de Círculo Diplomático e Consular do Nordeste – Divisão Cearense;
- Medalha e Diploma de Honra ao Mérito da Loja Mário Belmire Nº 37;
- Título de Sócio Honorário da Associação dos Ex-Deputados do Ceará;
- Personalidade de Destaque Município de Granja;
- Título de Benemérito da Polícia Militar do Ceará;
- Homenageado de Honra do Centro dos Fiscais do Brasil – Rio de Janeiro ;
- Presidente de Honra da XVI Semana Brasileira de Estudos Jurídicos em Fortaleza;
- Honra ao Mérito do Movimento de Promoção Social em Itapipoca;
- Medal of Distinction da International Association of Lions Club;
- Ordem do Mérito Aperipe em Sergipe;
- Medalha da Inconfidência, por méritos excepcionais, em Belo Horizonte;
- Diploma de Honra da Associação Brasileira dos Detetives Profissionais, Particulares, Supervisores, Inspetores e Agentes de Segurança – ABDPSIAS, em Brasília –DF
- Grão Mestre da Ordem de Mérito Aeronáutico, conferido pelo Presidente da República, em Brasília;
- Sócio Benemérito do Centro Social de cabos e soldados da Polícia Militar do Ceará;
- Certificado de Político do Nordeste, conferido pela Rádio Cultura de Guarabira;
- Sócio Benemérito do Sindicato dos Radialistas e Publicitários do Ceará;
- Sócio Honorário da Academia Cearense de Letras
- Sócio Benemérito do Instituto Histórico do Ceará.
- Mordomo da Santa Casa da Misericórdia de Fortaleza (1980 / 1988)
- Medalha Thomás Pompeu conferida pela Academia Cearense de Letras (08/1984)
- Membro Efetivo do Instituto Histórico do Ceará (06/2008)
- Título de Doutor "HONORIS CAUSA", conferido pela Universidade Estadual de Ceará (02/1987)
- Título de Professor "HONORIS CAUSA", conferido pela Universidade Regional do Cariri (URCA) – (12/2005)
- Título de Doutor  "HONORIS CAUSA", conferido pela Universidade do Vale do Acaraú (UVA) – (10/2007)